# St. John and Québec Railway
Die St. John and Québec Railway war eine staatlich finanzierte Eisenbahngesellschaft in der kanadischen Provinz New Brunswick. Sie wurde 1910 gegründet und baute eine normalspurige Eisenbahnstrecke von Centreville in Richtung Saint John, am Südufer des Saint John River entlang. Sie kreuzte in Woodstock und Fredericton die Canadian Pacific Railway (CPR). Spätestens 1916 wurde die Strecke bis Gagetown eröffnet. Die Betriebsführung oblag den Canadian Government Railways. Die Verlängerung bis Westfield Beach, wo die Strecke auf die CPR-Hauptstrecke Montréal–Moncton traf, ging spätestens 1921 in Betrieb. Die Gesamtlänge der Strecke betrug 254 Kilometer. Die Canadian National Railways (CNR), die aus den Canadian Government Railways hervorgegangen waren, hatten mit der CPR ein Mitbenutzungsrecht für die 22,4 Kilometer von Westfield Beach bis Saint John ausgehandelt. Am 7. August 1929 wurde die St. John & Québec aufgelöst und in die CNR eingegliedert. Die Strecke ist nicht mehr in Betrieb.

## Fußnote
1. ↑  Im Official Railway Guide Ausgabe Juni 1916 ist die Strecke bis Gagetown enthalten, in der Ausgabe Juni 1921 ist die Gesamtstrecke offenbar in Betrieb.